# Jackie Scott
John "Jackie" Scott (22 de dezembro de 1933 - junho de 1978) foi um futebolista norte-irlandês que atuava como atacante.

## Carreira
Scott competiu na Copa do Mundo FIFA de 1958, sediada na Suécia, na qual a sua seleção terminou na sétima colocação dentre os 16 participantes.